# Chambost-Longessaigne
Chambost-Longessaigne es una comuna francesa situada en el departamento de Ródano, en la región de Auvernia-Ródano-Alpes.

## Demografía
| 910 | 817 | 710 | 675 | 632 | 714 | 924 |
| Para los censos de 1962 a 1999 la población legal corresponde a la población sin duplicidades (Fuente: INSEE [Consultar]) |     |     |     |     |     |     |